# Holmen Senter

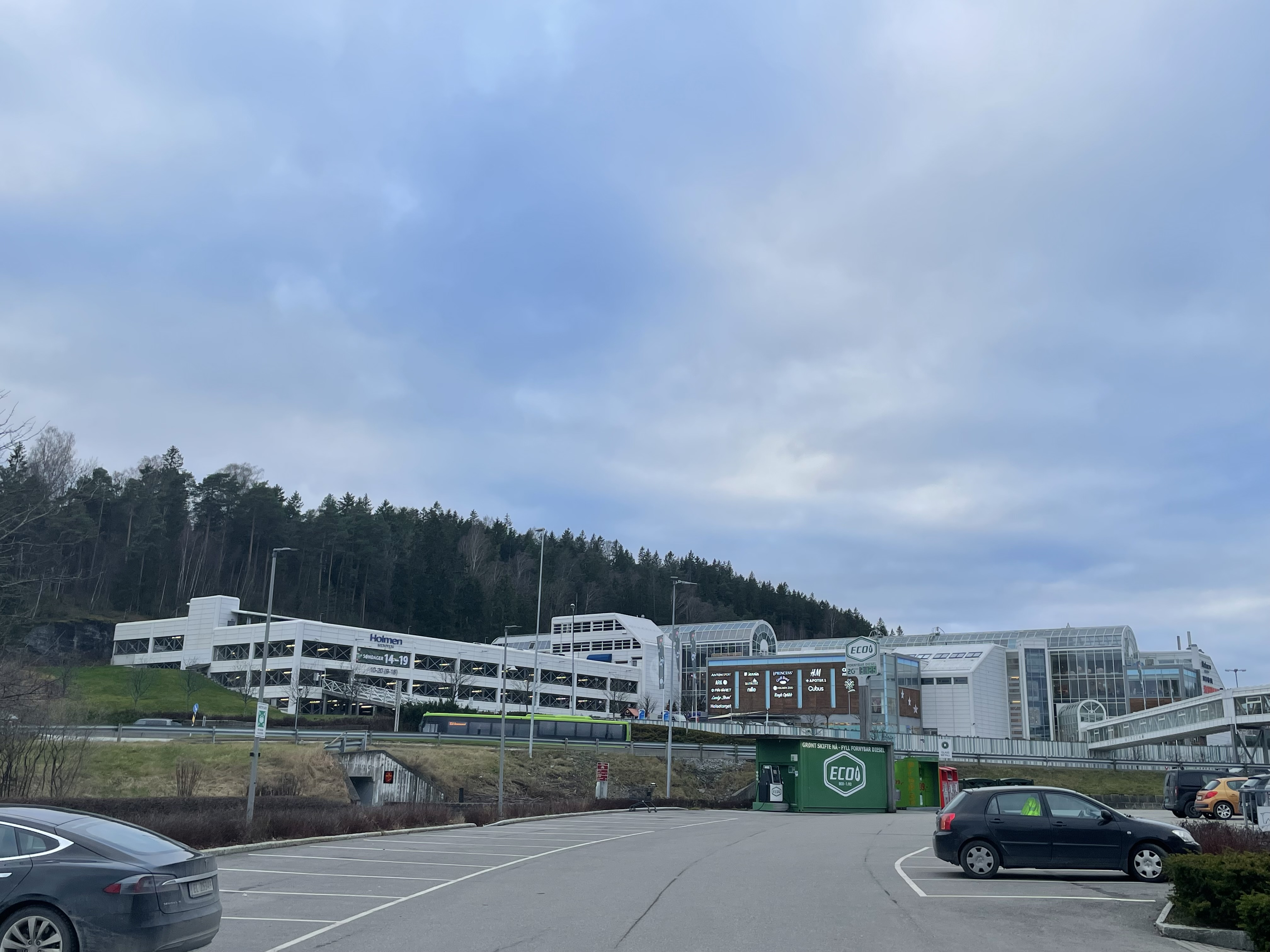
Das Holmen Senter in Asker

Das Holmen Senter (deutsch „Holmen-Zentrum“) ist ein Einkaufszentrum in der norwegischen Kommune Asker. Es gilt in der Region nicht nur als Einkaufsziel, sondern auch als ein zentraler Treffpunkt für medizinische Versorgung, Sport, Kultur und Bildung.

## Lage
Es liegt knapp 4 km nordöstlich des Zentrums von Asker an der nach Oslo führenden Europastraße 18 (E 18) im Wohngebiet Holmen nur wenige hundert Meter vom Oslofjord entfernt. Bis zur Stadtmitte Oslos sind es weitere etwa 15 km.

## Geschichte
Seit 1897 ist Holmen ein traditioneller Handelsplatz. Das heutige Holmen Senter besteht aus dem historischen Teil und einem neuen, der im Jahr 1991 eröffnet wurde und 2008 modernisiert wurde. Es gehörte dem im Jahr 2024 verstorbenen norwegischen Immobilienunternehmer Olav Thon (siehe auch: Olav-Thon-Stiftung).
Auf einer Fläche von 19.289 m² gibt es auf drei Etagen in zwei Gebäuden, die durch eine etwa 100 m lange Fußgängerbrücke verbunden sind, 54 Ladengeschäfte, darunter ein Spirituosengeschäft, sowie ein medizinisches Zentrum und die Holmen Senter Bibliothek, Norwegens einzige Privatbibliothek. Es bietet 750 Parkplätze (bis zu vier Stunden gratis) und wurde von mehr als zwei Millionen Kunden besucht. Der Umsatz betrug bisher 997 Millionen NOK (ca. 85 Millionen Euro).

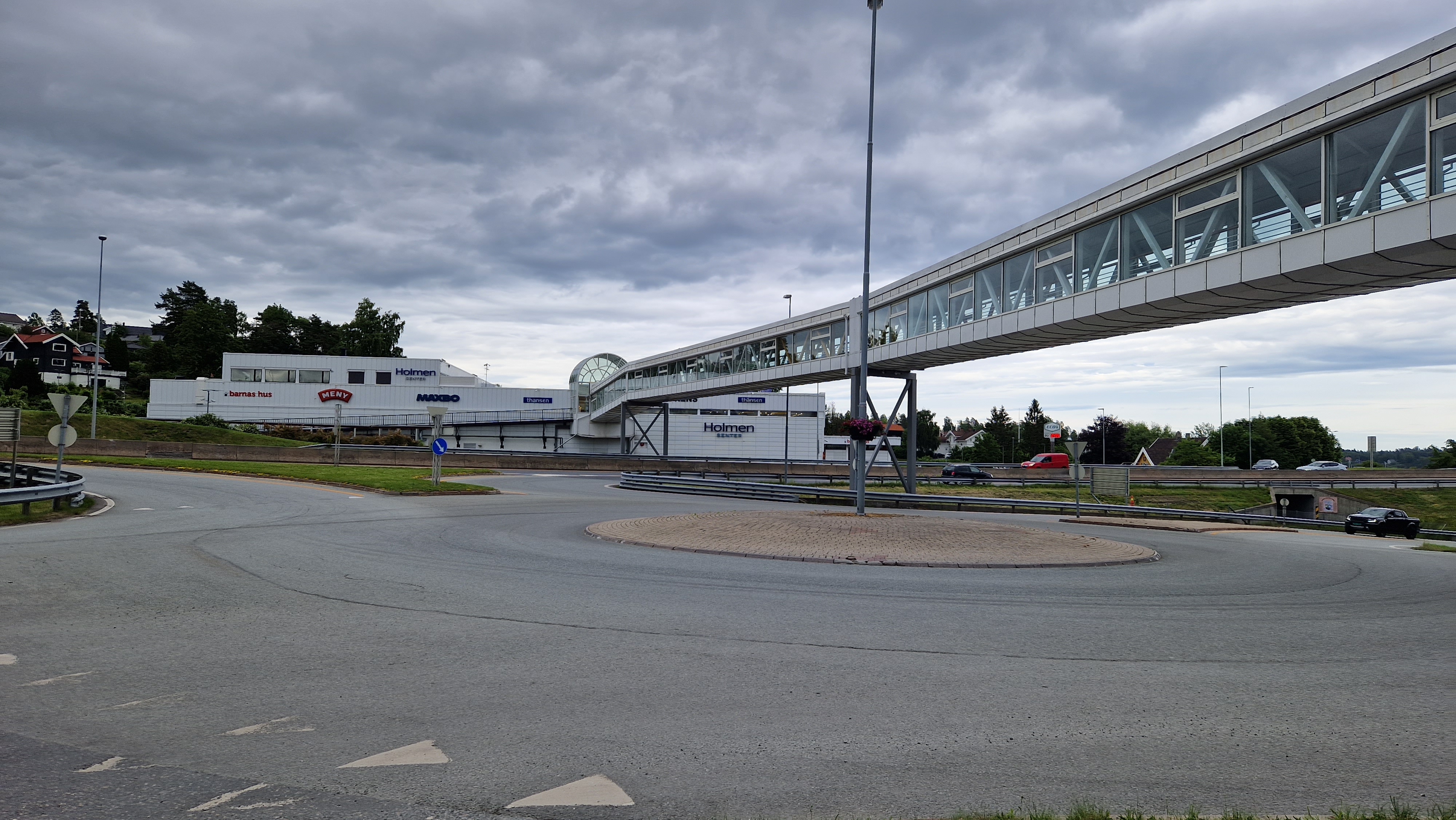
Fußgängerbrücke zwischen den beiden Gebäuden des Holmen Senters
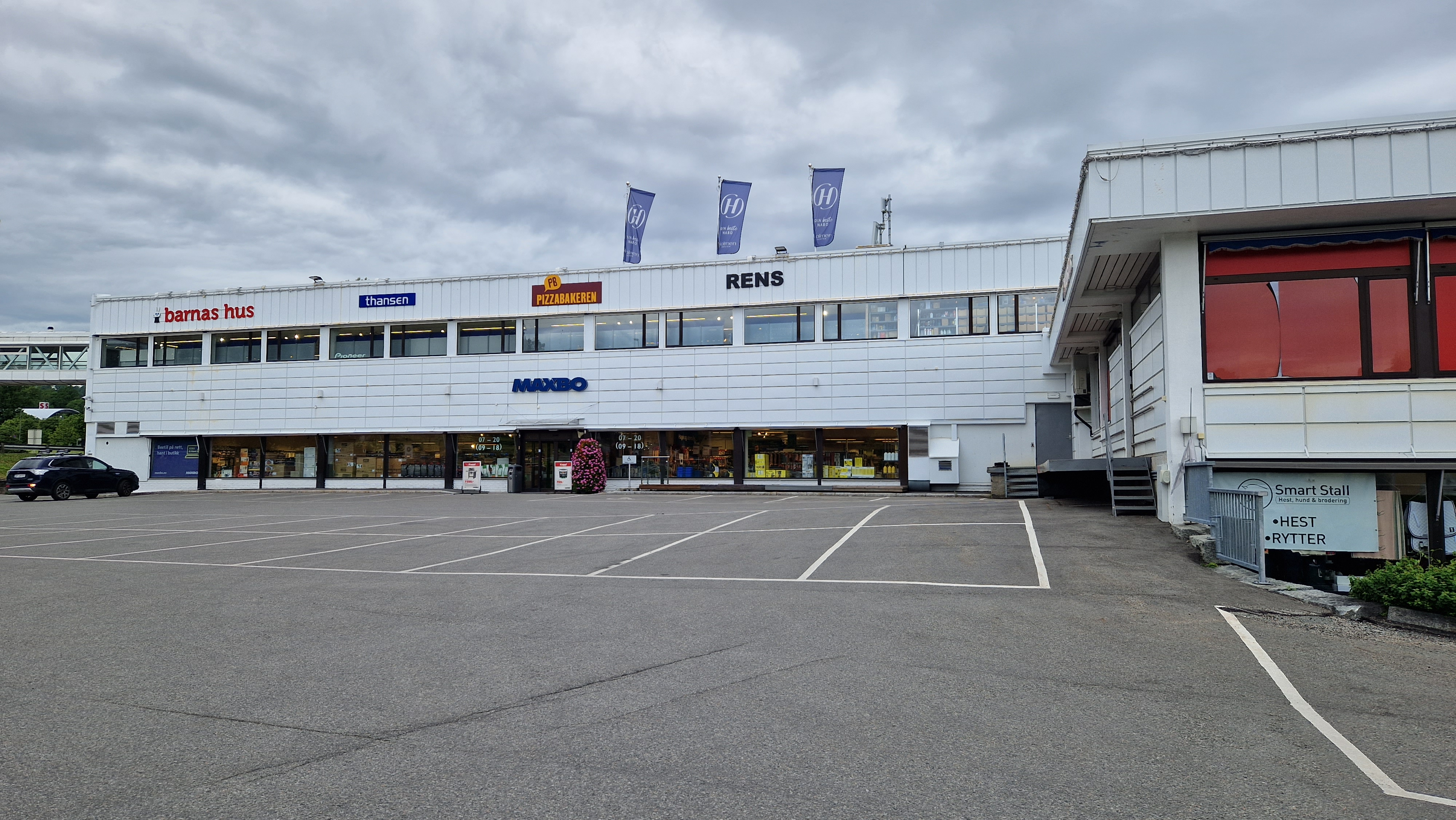
Weitere Ansicht des Holmen Senters
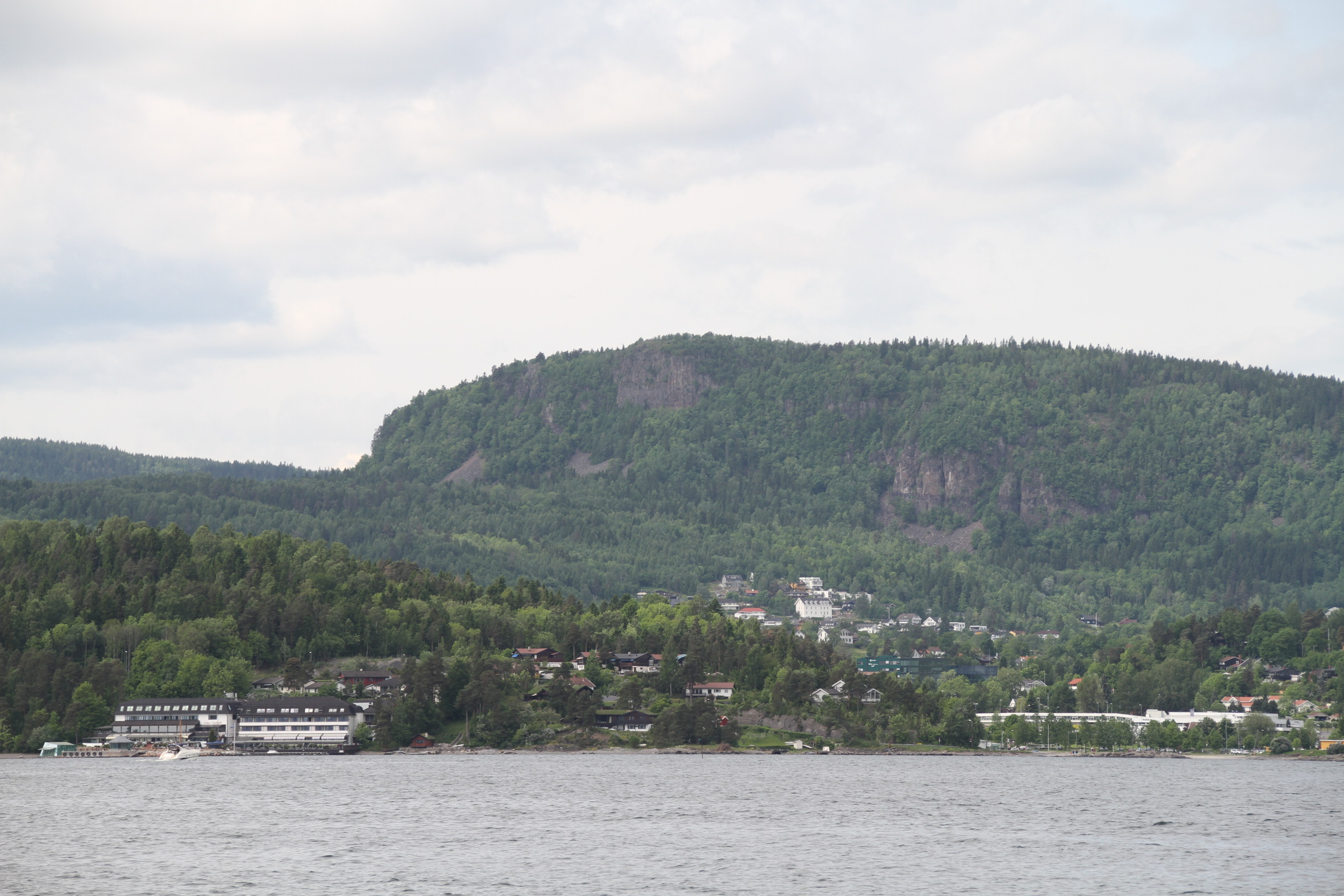
Blick vom Oslofjord auf das Holmen Senter (im Hintergrund der Skaugumsåsen)
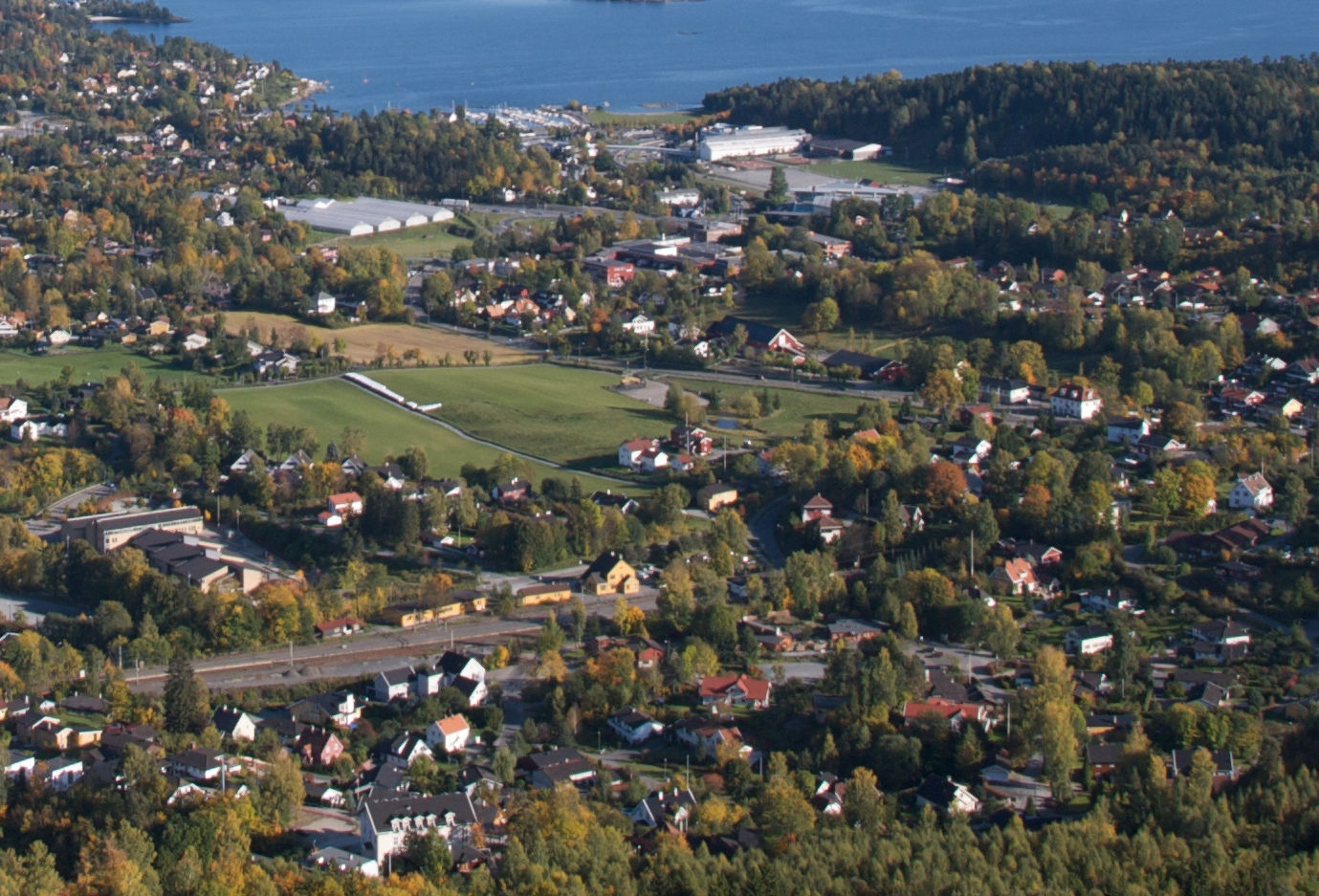
Blick vom Skaugumsåsen – das Holmen Senter ist anhand der Fußgängerbrücke unmittelbar vor der Küstenlinie zu erkennen